# Tripogandra encolea
Tripogandra encolea là một loài thực vật có hoa trong họ Commelinaceae. Loài này được (Diels) J.F.Macbr. miêu tả khoa học đầu tiên năm 1945.